# دینو ساندرسون
دینو ساندرسون (انگلیسی: Dion Sanderson؛ زادهٔ ۱۵ دسامبر ۱۹۹۹) بازیکن فوتبال است.
از باشگاه‌هایی که در آن بازی کرده‌است می‌توان به باشگاه فوتبال ولورهمپتون واندررز اشاره کرد.